# Le Boudouyssou
Le Boudouyssou este o arie protejată (sit de importanță comunitară — SCI) din Franța întinsă pe o suprafață de 236 ha, integral pe uscat.

## Localizare
Centrul sitului Le Boudouyssou este situat la coordonatele 44°23′01″N 0°48′54″E / 44.38352°N 0.81499°E.

## Înființare
Situl Le Boudouyssou a fost declarat arie specială de conservare în baza directivei 92/43 din 1992 referitoare la conservarea habitatelor naturale și a faunei și florei sălbatice pentru a proteja 10 specii de animale.

## Biodiversitate
Situată în ecoregiunea atlantică, aria protejată nu include niciun habitat protejat.
La baza desemnării sitului se află mai multe specii protejate:
- mamifere (2): nurcă (Mustela lutreola), liliacul mare cu potcoavă (Rhinolophus ferrumequinum)
- nevertebrate (4): Austropotamobius pallipes, Coenagrion mercuriale, fluturele auriu (Euphydryas aurinia), fluturele purpuriu (Lycaena dispar)
- pești (4): zglăvoacă (Cottus gobio), Cottus perifretum, Parachondrostoma toxostoma, boarță (Rhodeus amarus)

Pe lângă speciile protejate, pe teritoriul sitului au mai fost identificate 4 specii de plante, 8 specii de amfibieni, 1 specie de mamifere, 22 de specii de nevertebrate.